# Le Bouclier
Pour les articles homonymes, voir Bouclier.
Le Bouclier était une association créée en 1995 par le psychologue français Bernard Valadon pour  lutter contre la pédophilie sur internet,. Le site web www.bouclier.org, aujourd'hui disparu, était au centre du dispositif de veille mis en place, permettant à tout internaute tombant par hasard sur du matériel illégal mettant en scène des mineurs de transmettre les adresses suspectes par le biais d'un formulaire de signalement. Ce système de formulaire a été adopté par les autorités françaises avec la plateforme de signalement, portail officiel de signalement des contenus illicites de l'Internet, créé fin 2001.

## Historique
L'assistance apportée par l'association aux autorités françaises a permis d'opérer plusieurs arrestations d'abuseurs sexuels et de démanteler des réseaux pédophiles,.
En 2004, Bernard Valadon a été condamné pour diffamation à l'encontre de l'association SOS Papa, après avoir écrit sur le site internet du Bouclier que SOS Papa faisait « enlever les enfants à leur mère coûte que coûte, même si ces enfants subissent des violences sexuelles ».
L'association s'est autodissoute en 2006, après le décès de son fondateur.